# Нісіпурі
Нісіпурі (рум. Nisipuri) — село у повіті Долж в Румунії. Входить до складу комуни Добротешть.
Село розташоване на відстані 164 км на захід від Бухареста, 46 км на південний схід від Крайови.

## Населення
За даними перепису населення 2002 року у селі проживали 647 осіб. Усі жителі села рідною мовою назвали румунську.
Національний склад населення села:
| Національність | Кількість осіб | Відсоток |
| -------------- | -------------- | -------- |
| румуни         | 640            | 98,9%    |
| цигани         | 7              | 1,1%     |